# Инкинское сельское поселение
Инкинское се́льское поселе́ние — муниципальное образование в Колпашевском районе Томской области Российской Федерации.
Административный центр — село Инкино.

## История
Статус и границы сельского поселения установлены Законом Томской области от 09 сентября 2004 года № 195-ОЗ О наделении статусом муниципального района, поселения (городского, сельского) и установлении границ муниципальных образований на территории Колпашевского района.
Законом Томской области от 10 мая 2017 года № 38-ОЗ, были преобразованы, путём их объединения, Национальное Иванкинское, Копыловское и Инкинское сельские поселения — в Инкинское сельское поселение с административным центром в селе Инкино.

## Население
| 2002 | 2010  | 2012  | 2013  | 2014 | 2015 | 2016 |
| ---- | ----- | ----- | ----- | ---- | ---- | ---- |
| 906  | ↘826  | ↘818  | ↘803  | ↘780 | ↘774 | ↘759 |
| 2017 | 2018  | 2019  | 2020  | 2021 |      |      |
| →759 | ↗1233 | ↘1222 | ↘1186 | ↘840 |      |      |

## Состав сельского поселения
| № | Населённый пункт | Тип населённого пункта       | Население |
| - | ---------------- | ---------------------------- | --------- |
| 1 | Зайкино          | посёлок                      | ↘0        |
| 2 | Иванкино         | село                         | ↘27       |
| 3 | Инкино           | село, административный центр | ↘462      |
| 4 | Копыловка        | село                         | ↘215      |
| 5 | Пасека           | деревня                      | ↘136      |
| 6 | Юрты             | посёлок                      | ↘0        |

### Упразднённые населённые пункты
- Тайжо 2-е — упразднённый в 1972 году посёлок[14].
- Шуделька — упразднённая в 1972 году деревня[14].
- Яковлевка — упразднённая в 1972 году деревня[14].